# بيدرو هنريكي (لاعب كرة قدم مواليد 1992)
بيدرو هنريكي هو لاعب كرة قدم برازيلي في مركز الدفاع، ولد في 23 سبتمبر 1992 في ماناوس في البرازيل. لعب مع Sarawak FA State Football Team ‏.

## وصلات خارجية
- بيدرو هنريكي (لاعب كرة قدم برازيلي) على موقع قاعدة بيانات كرة القدم.إي يو (الإنجليزية)
- بيدرو هنريكي (لاعب كرة قدم برازيلي) على موقع Soccerway.com (الإنجليزية)